# 安吉利斯港東區 (華盛頓州)
安吉利斯港東區（英文：Port Angeles East），是美国华盛顿州克拉勒姆县下属的一個普查规定居民点。2000年美國人口普查時人口為3,053人。